# تحويلة قلبية من اليمين إلى اليسار
تسمح التحويلة القلبية من اليمين إلى اليسار بتدفق الدم من القلب الأيمن إلى القلب الأيسر. يُستخدَم هذا المصطلح لوصف الحالات غير الطبيعية لدى البشر والحالات الفيزيولوجية الطبيعية لدى الزواحف.

## الأهمية السريرية
تحدث التحويلة من اليمين إلى اليسار عندما:
1. توجد فتحة أو ممر بين الأذينين والبطينين و/أو الأوعية الكبيرة؛ و
2. يكون ضغط القلب الأيمن أعلى من ضغط القلب الأيسر و/أو تملك التحويلة فتحةً صمامية باتجاه واحد.

يمكن مشاهدة تحويلات فيزيولوجية صغيرة أو طبيعية بسبب عودة دم الشريان القصبي ودم الدوران التاجي منزوع الأكسجين عبر أوردة ثيبسيوس (الأوردة القلبية الصغرى) إلى الجانب الأيسر من القلب.

### الأسباب
قد تؤدي العيوب الخلقية إلى تحويلة من اليمين إلى اليسار بعد الولادة مباشرةً، وتتضمن الأسباب ما يلي:
- جذع شرياني مستديم (زرقة خفيفة).
- انقلاب وضع الأوعية الكبرى.
- رتق الصمام ثلاثي الشرف.
- رباعية فالو.
- الشذوذ التام للعود الوريدي الرئوي.

يمكن تذكر الحالات المرتبطة بالتحويلة من اليمين إلى اليسار بطريقة الأرقام 1-5 على النحو الآتي:
- الرقم 1 للإشارة إلى الجذع المشترك الوحيد: جذع شرياني مستديم (زرقة خفيفة).
- الرقم 2 للإشارة إلى عدد الأوعية المتورطة في الاضطراب: انقلاب وضع الأوعية الكبرى.
- الرقم 3 للإشارة إلى شرف الصمام: رتق الصمام ثلاثي الشرف.
- الرقم 4 للإشارة إلى رباعية فالو.
- الرقم 5 للإشارة إلى الحالة الخامسة التي تتألف من خمس كلمات: الشذوذ التام للعود الوريدي الرئوي.

قد يؤدي تنبيب مجرى رئيسي باستخدام أنبوب داخل الرغامى إلى تحويلة من اليمين إلى اليسار. يحدث هذا عندما يتوضع طرف الأنبوب بعد الجؤجؤ (منطقة افتراق القصبة الرئيسية اليسرى عن اليمنى)؛ الأمر الذي يؤدي إلى توفير التهوية لرئة واحدة فقط  دون الأخرى. يمتزج بعدها الدم غير المؤكسج القادم من الرئة غير المهواة مع الدم المؤكسج القادم من الرئة الأخرى؛ ما يؤدي إلى انخفاض مستوى الأكسجين في الدم العائد من الرئتين إلى البطين الأيسر.

#### متلازمة آيزنمنغر
قد تتطور التحويلة من اليسار إلى اليمين غير المصححة إلى تحويلة من اليمين إلى اليسار، وتُسمى هذه العملية بمتلازمة آيزنمنغر.  تشاهد هذه الحالة في عيب الحاجز البطيني، وعيب الحاجز الأذيني، والقناة الشريانية السالكة، إذ تتظاهر مع التقدم في العمر بعد البلوغ. قد ينجم هذا التبدل في اتجاه تدفق الدم عن ارتفاع ضغط الدم الرئوي بسبب ارتفاع تدفق الدم الرئوي الذي يحدث في التحويلة من اليسار إلى اليمين؛ إذ يتضخم البطين الأيمن ليجاري ارتفاع ضغط الدم الرئوي، فيصبح الضغط في البطين الأيمن أعلى من الضغط في البطين الأيسر. يبدأ الدم بالتدفق من اليمين إلى اليسار بسبب هذا التبدل في مدروج الضغط، والنتيجة هي تطور تحويلة من اليمين إلى اليسار. كما هو الحال مع أي تحويلة من اليمين إلى اليسار، ينخفض تدفق الدم إلى الرئتين، ما يؤدي إلى انخفاض الأكسجين في الدم والزرقة.